# High Society (журнал)
High Society (с англ. — «Высшее общество») — американский ежемесячный порножурнал. Основу содержания составляют крайне откровенные фотографии моделей, но также в нём присутствуют тематические статьи и снимки знаменитостей (в основном киноактрис), застигнутых папарацци в интересных двусмысленных моментах.

## История
Первый номер журнала увидел свет в мае 1976 года. Через год владелец High Society (как и нескольких других журналов схожей тематики) Карл Рудерман взял на должность главного редактора известную порноактрису Глорию Леонард, и не прогадал: женщина с успехом отработала на этом посту 14 лет.
В ноябре 1981 года появился спин-офф журнала под названием High Society Live!
В мае 1986 года High Society отпраздновал свой первый юбилей. В честь 10-летия журнала на лицевой обложке номера, на его центральном развороте и в специальной 10-страничной вкладке были напечатаны фото обнажённой модели и актрисы Гейл Харрис.
Журнал известен тем, что на протяжении 25 лет с ним безуспешно судились известные актрисы Марго Киддер, Энн-Маргрет и Барбара Стрейзанд за то, что он опубликовал их обнажённые фото.
У журнала есть pay-per-view канал.
Журнал издаётся компанией Magna Publishing Group, которая была приобретена 1-800-PHONESEX 22 декабря 2015 года.